# Родді Дойл
Родді Дойл (Roddy Doyle; *8 травня 1958, Дублін, Ірландія) — ірландський письменник, драматург та сценарист. Один із найуспішніших сьогодні молодих письменників Ірландії, який одразу став урівні на п'єдестал із Джойсом та О'Кейсі.
Народився 1958 p. в Ірландії. В дитинстві відвідував St. Fintan's Christian Brothers School у Сатоні, яку закінчив із дипломом бакалавра мистецтв. Далі навчався в University College у Дубліні. 14 років Дойл пропрацював вчителем географії та англійської в передмісті Дубліну Кілбереку. З 1993 р. повністю присвячує себе художній літературі.
Родді Дойл досягнув популярності після виходу його роману «The Commitments» (1987), що був екранізований 1991 року. Його інший роман «Paddy Clarke На На На» здобув Букерівську премію в 1993 р. і був перекладений дев'ятнадцятьма мовами світу. Романи Дойла сповнені діалогами, дивовижними жаргонізмами, кумедними словесними покручами, просторіччями, вульгаризмами і водночас відрізняються значною внутрішньою музичністю і тональністю. Як свідчать критики, «в його романах завжди є легкий тиск на сьогодення, щоб показати авторське розуміння добра, хоча він ніколи й не виступає як ментор».

## Твори

### Романи
- The Commitments (1987, екранізовано в 1991)
- The Snapper (1990, екранізовано в 1993)
- The Van (1991, екранізовано в 1997)
- Paddy Clarke На На На (1993)
- The Woman Who Walked Into Doors (1996)
- The Last Roundup: 
  - A Star Called Henry (1999) — історія про Генрі Смарта від дитинства до 20 років.
  - Oh, Play That Thing! (2004) — пригоди Генрі Смарта в США.
- Paula Spencer (2006)

### Драматичні твори
- Brown Bread (1987)
- War (1989)
- The Woman who Walked into Doors (2003)